# Mus minutoides
Mus minutoides är en däggdjursart som beskrevs av Smith 1834. Mus minutoides ingår i släktet Mus och familjen råttdjur. Inga underarter finns listade i Catalogue of Life. Ibland räknas Mus musculoides som en underart och båda arter kallas på svenska afrikansk dvärgmus eller afrikansk pygmémus.

## Utseende
Arten når en kroppslängd (huvud och bål) av 4,5 till 6,8 cm, en svanslängd av 3,8 till 4,9 cm och en vikt av 4 till 12 g. Den har 1,1 till 1,4 cm långa bakfötter och 0,6 till 1,1 cm stora öron. Den mjuka pälsen har på ryggen en färg som är en blandning av gråbrun och orange. Fram mot sidorna går det gråa inslaget förlorat. Det finns en tydlig gräns mot den helt vita undersidan. Även svansen är uppdelad i en brun ovansida och en ljus undersida. Liksom flera andra släktmedlemmar har Mus minutoides vita fläckar bakom de bruna öronen. Vid framtassar och bakfötter är de tre mellersta fingrarna respektive tårna längst. Antalet spenar hos honor är fem par.

## Utbredning
Denna mus förekommer i östra och södra Afrika. Det bekräftade utbredningsområde sträcker sig från nordöstra Zambia till södra Sydafrika. Kanske fortsätter utbredningsområdet i norr till Sydsudan, Centralafrikanska republiken och Kamerun. Arten lever i låglandet och i bergstrakter upp till 2400 meter över havet. Den vistas i buskskogar (fynbos), savanner, längs floder och i utkanten av människans samhällen.

## Ekologi
Mus minutoides är nattaktiv och den vistas främst på marken. Den äter frön och insekter som ibland kompletteras med blad och andra gröna växtdelar. Honor kan para sig hela året men de flesta ungar föds under regntiden. Efter dräktigheten som varar i 18 eller 19 dagar föds upp till sju ungar per kull. För möss i Nigeria som antogs tillhöra Mus musculoides men som troligen tillhör denna art dokumenterades en fortplantningstid vid slutet av den torra perioden. Hos dessa exemplar varade dräktigheten 22 till 24 dagar.

## Hot
För beståndet är inga hot kända. Hela populationen anses vara stabil. IUCN kategoriserar arten globalt som livskraftig.